# Grande Poste d'Alger
La Grande Poste d'Alger (in arabo بريد الجزائر المركزي‎?) costituisce un edificio in stile neomoresco situato ad Algeri e realizzato nel 1910 dagli architetti Jules Voinot e Marius Toudoire. Storicamente è stato uno degli uffici postali più vasti dell'Algeria. Nel 2015, l'edificio è stato trasformato in un museo.